# جوردان نورا
جوردان نورا (مواليد 9 سبتمبر 1998) هو لاعب كرة سلة نيجيري-أمريكي يلعب في نادي ميلووكي باكس ومنتخب نيجريا.